# David Chiesa
Pour les articles homonymes, voir Chiesa.
David Chiesa, né le 8 mars 1970 , est un musicien français de musique improvisée. Compositeur et interprète de musiques expérimentales et d'improvisation, il joue de la contrebasse et de la basse électrique.

## Biographie
Autodidacte, David Chiesa débute la musique dans diverses formations de rock comme bassiste électrique. Tourné depuis 1997 vers l’improvisation, il oriente son travail sur la relation à d’autres pratiques artistiques telles que la danse (avec Fine Kwiatkowski, Valérie Métivier, Véronique Albert, Yukiko Nakamura…), la poésie (avec Ly Thanh Tiên), le cinéma expérimental (avec Xavier Quérel, Christophe Auger, Etienne Caire, Gaëlle Rouard…). Intéressé par le réel comme matière de jeu, il est amené à rencontrer le collectif Ouïe Dire (Marc Pichelin, Jean Pallandre, Laurent Sassi, Xavier Charles…) avec lequel il développe des liens entre l’improvisation « musicale » et la phonographie.
En tant qu’improvisateur, il a participé à de nombreuses rencontres et multiplie les collaborations sur le long terme avec des musiciens tels que Jean Luc Guionnet, Frédéric Blondy, Michel Doneda, Isabelle Duthoit…
Il est membre cofondateur de l’association Le Clou basée en Dordogne engagée dans la réflexion et la diffusion des pratiques de l’improvisation.
Il a joué en Europe, aux États-Unis, au Liban…